# Demandice

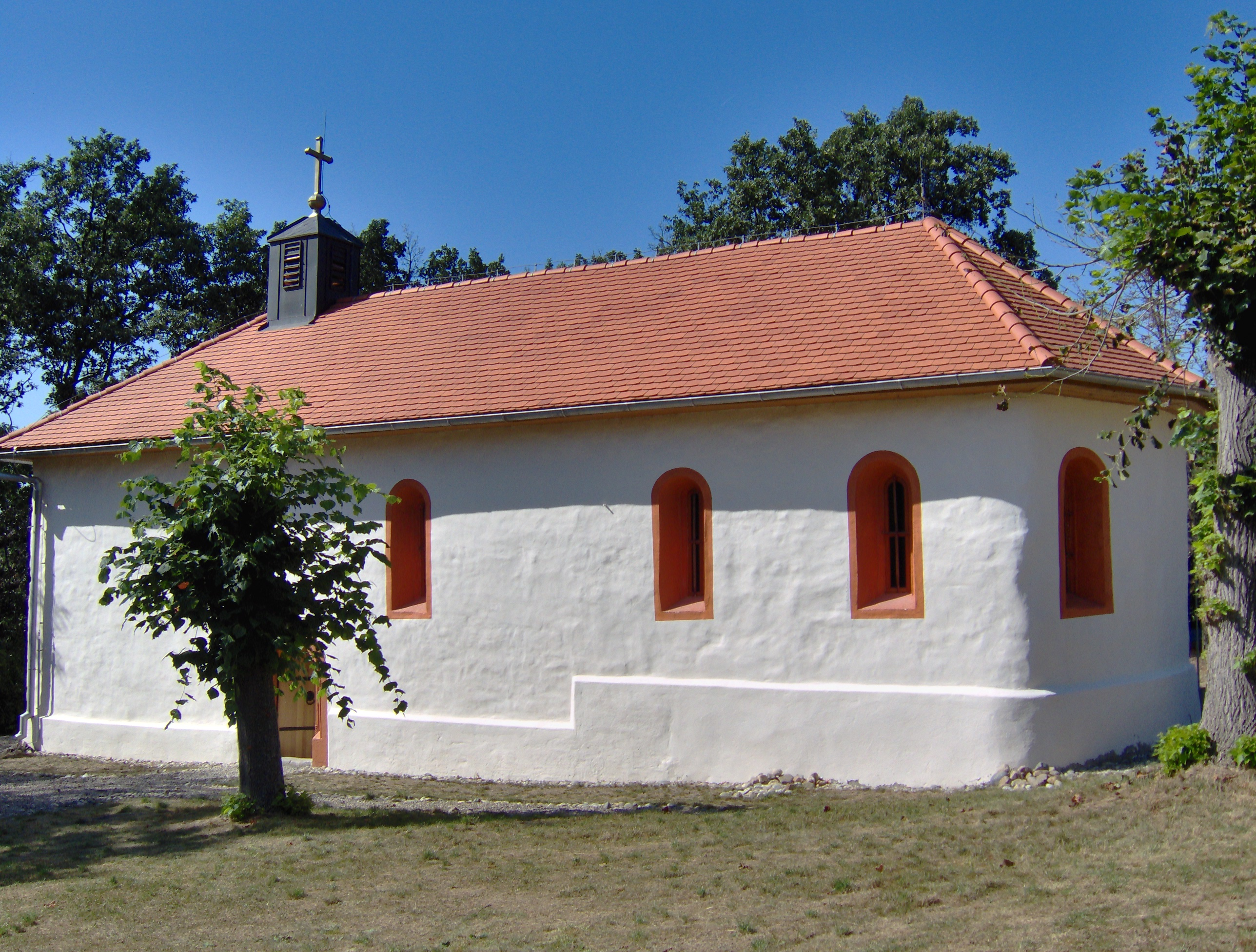
Kostel sv. Heleny, Hýbecký majer

Demandice (německy Demenditz, maďarsky Deménd) jsou obec na Slovensku v okrese Levice. V obci žije 915 obyvatel. První písemná zmínka o obci pochází z roku 1291. Leží na křižovatce silnice I/75 se silnicí II/564.
V obci je římskokatolický kostel sv. Michala archanděla ze 14. století. K obci patří i Hýbecký majer, kde se nachází kostel svaté Heleny z 11. století. Obnoven byl v roce 2008.